# Samtgemeinde Walkenried
La comunità amministrativa di Walkenried (Samtgemeinde Walkenried) si trovava nel circondario di Osterode am Harz nella Bassa Sassonia, in Germania.
A partire dal 1º novembre 2016 è stata sciolta, i comuni che ne facevano parte sono confluiti nel comune di Walkenried, nel contesto della stessa riforma è stato disciolto anche il circondario di Osterode am Harz confluito nel circondario di Gottinga

## Suddivisione
Comprendeva 3 comuni:
1. Walkenried
2. Wieda
3. Zorge

Il capoluogo era Walkenried.